# ガルーダ (プロレスラー)
ガルーダ（1978年9月26日 - ）は、ガルダをモチーフにした日本の覆面レスラー。本名：森田 友和（もりた ともかず）。

## 経歴
高校卒業後に上京して新聞配達をしながらアニマル浜口トレーニングジムでトレーニングを積む。
2000年9月7日、FMW福井市体育館で森田友和として対保坂秀樹戦でデビュー。その後、メキシコ遠征に行く。
2001年11月23日、FMW横浜文化体育館で覆面レスラー「ガルーダ」として黒田哲広とタッグを組んで対天龍源一郎&冬木弘道組戦でデビュー。
2002年2月、FMWが崩壊。8月、WMFに入団。
2004年2月21日、大阪プロレス主催で開催された「SUPER J-CUP」に出場。5月から6月に新日本プロレスで開催された「BEST OF THE SUPER Jr.」に出場。
2005年5月、WMFを退団。

## ハヤブサの後継者
2001年11月1日、FMWの終身コミッショナーに就任した冬木弘道が負傷欠場中のエースのハヤブサに代わる救世主のガルーダを引き連れてメキシコから帰国。現地語で「鳥神」を意味する覆面レスラーだが国籍、年齢、経歴などはすべて不明だった。10月28日、メキシコに旅立って以来、精力的に選手発掘を続けてきた冬木は「向こうで見つけてきたんだけど、一切ナゾだから分からない」と話していた。
実際はデビュー1年と少ししかたっていない森田友和が「メキシコから招聘した」という触れ込みで急遽スターに仕立て上げられた覆面レスラーだった。正体がキャリア数年の若手選手であったため、周囲の期待に応えられず苦悩の日々を過す。
2002年12月12日、WMF後楽園ホール大会で新崎人生とのシングルマッチが行われて、これはハヤブサが「本来ならオレが闘って伝えるべきだが、こんな状態だから…。アイツの迷いを取り払って欲しい」と人生に重要な役目を託したものだった。人生はガルーダのマスクをはぎとっておいての極楽固めで大きなダメージを与えると最後は念仏パワーボムから2度目の強烈な極楽固めを極め、レフェリーストップで試合終了。
試合終了後のリング上ではハヤブサが「森田、もういいだろう。いつまでもオレの陰にくすぶっていないで今のままの自分に戻ってくれ。オレから言えるのはそれだけだ」とガルーダのマスクを取っていいと言い、人生も無言でうなずいていたがガルーダは「ずっと江崎さんのことが頭に残っていました。でも、自分はこのマスクから逃げたくありません。もう森田友和には戻りません。俺はガルーダだ」とマイクアピール。解説席にいたハヤブサの目をしっかりと見据えてリングを後にした。試合後のインタビューで「ウジウジした自分とはお別れです。江崎さんの陰ではなく、森田を捨ててガルーダとしてやっていきます」と語った。
ハヤブサの思いはガルーダにも観客にも伝わり、森田は自分の意志でマスクを被ることを決意。人生は肌を合わせてみて彼の潜在能力の高さを知り、未来のエースになれることを確信。このエピソードはガルーダが名実共にハヤブサの後継者であることを物語っているであろう。

## 得意技
ファイヤーバードスプラッシュ
ファルコンクラッシュ
キークラッシャー'99と同型。
ファルコンアロー
ルナ
ガルーダフラッシュ

## タイトル歴
- 博多タッグ王座